# Kanton Saint-Rambert-en-Bugey
Der Kanton Saint-Rambert-en-Bugey war bis 2015 ein französischer Wahlkreis im Département Ain in der Region Rhône-Alpes. Sein Hauptort (frz.: chef-lieu) war Saint-Rambert-en-Bugey.

## Gemeinden
| Gemeinde               | Einwohner Jahr | Fläche km² | Bevölkerungsdichte | Code INSEE | Postleitzahl |
| ---------------------- | -------------- | ---------- | ------------------ | ---------- | ------------ |
| Arandas                | 158 (2013)     | 14,1       | 11 Einw./km²       | 01013      | 01230        |
| Argis                  | 422 (2013)     | 7,8        | 54 Einw./km²       | 01017      | 01230        |
| Chaley                 | 146 (2013)     | 4,6        | 32 Einw./km²       | 01076      | 01230        |
| Cleyzieu               | 136 (2013)     | 7,8        | 17 Einw./km²       | 01107      | 01230        |
| Conand                 | 113 (2013)     | 15,3       | 7 Einw./km²        | 01111      | 01230        |
| Évosges                | 144 (2013)     | 12,1       | 12 Einw./km²       | 01155      | 01230        |
| Hostiaz                | 86 (2013)      | 10,6       | 8 Einw./km²        | 01186      | 01110        |
| Nivollet-Montgriffon   | 119 (2013)     | 8,2        | 15 Einw./km²       | 01277      | 01230        |
| Oncieu                 | 97 (2013)      | 7,8        | 12 Einw./km²       | 01279      | 01230        |
| Saint-Rambert-en-Bugey | 2.240 (2013)   | 28,6       | 78 Einw./km²       | 01384      | 01230        |
| Tenay                  | 1.067 (2013)   | 13,1       | 81 Einw./km²       | 01416      | 01230        |
| Torcieu                | 719 (2013)     | 10,7       | 67 Einw./km²       | 01421      | 01230        |

## Einwohner
| Bevölkerungsentwicklung | Bevölkerungsentwicklung |
| Jahr                    | Einwohner               |
| ----------------------- | ----------------------- |
| 1962                    | 6439                    |
| 1968                    | 6846                    |
| 1975                    | 5865                    |
| 1982                    | 5440                    |
| 1990                    | 5108                    |
| 1999                    | 4949                    |
| 2006                    | 5285                    |
| 2011                    | 5397                    |

## Politik
| Vertreter im conseil général des Départements | Vertreter im conseil général des Départements | Vertreter im conseil général des Départements |
| Amtszeit                                      | Name                                          | Partei                                        |
| --------------------------------------------- | --------------------------------------------- | --------------------------------------------- |
| 2001–2004                                     | Jean-Claude Marquis                           | DVD                                           |
| 2004–2008                                     | Gilbert Bouchon                               | DVG                                           |
| 2008–2015                                     | Gilbert Bouchon                               | DVG                                           |